# Лопатин, Павел Петрович
Па́вел Петро́вич Лопа́тин вариант фамилии Лопать (1863—?) — коннозаводчик, депутат Государственной думы II созыва от Гродненской губернии.

## Биография
Дворянин по происхождению. Имел среднее образование. Был коннозаводчиком, занимался конным спортом. Владел землями площадью 3 тысячи десятин. В момент выборов в Думу оставался беспартийным, придерживался "прогрессивных" взглядов. 
6 февраля 1907 году избран в Государственную думу II созыва от съезда землевладельцев. В Думе так и не вошёл ни в одну из фракций, оставшись беспартийным.
Дальнейшая судьба и дата смерти неизвестны.